# Теутология
Теутология (от греч. τεῦθος, каракатица, кальмар и -λογία, наука) — наука, изучающая осьминогов и других головоногих моллюсков. Является частью малакологии, которая, в свою очередь, входит в морскую биологию. Учёных, специализирующихся в этой науке, называют теутологами. Одним из первых теутологов считается Эдисон Веррил.

## Теутологи
- Веррил, Эддисон Эмери
- Акимушкин, Игорь Иванович
- Альбер I (князь Монако)
- Олдрич, Фредерик
- Стенструп, Япетус